# Lekkoatletyka na Letnich Igrzyskach Olimpijskich 1984 – bieg na 400 m mężczyzn
Bieg na 400 metrów mężczyzn podczas XXIII Letnich Igrzysk Olimpijskich w Los Angeles rozegrano 4 (eliminacje), 5 (ćwierćfinały), 6 (półfinały) i 8 sierpnia 1984 (finał) na stadionie Los Angeles Memorial Coliseum. Zwycięzcą został reprezentant Stanów Zjednoczonych Alonzo Babers.

## Rekordy

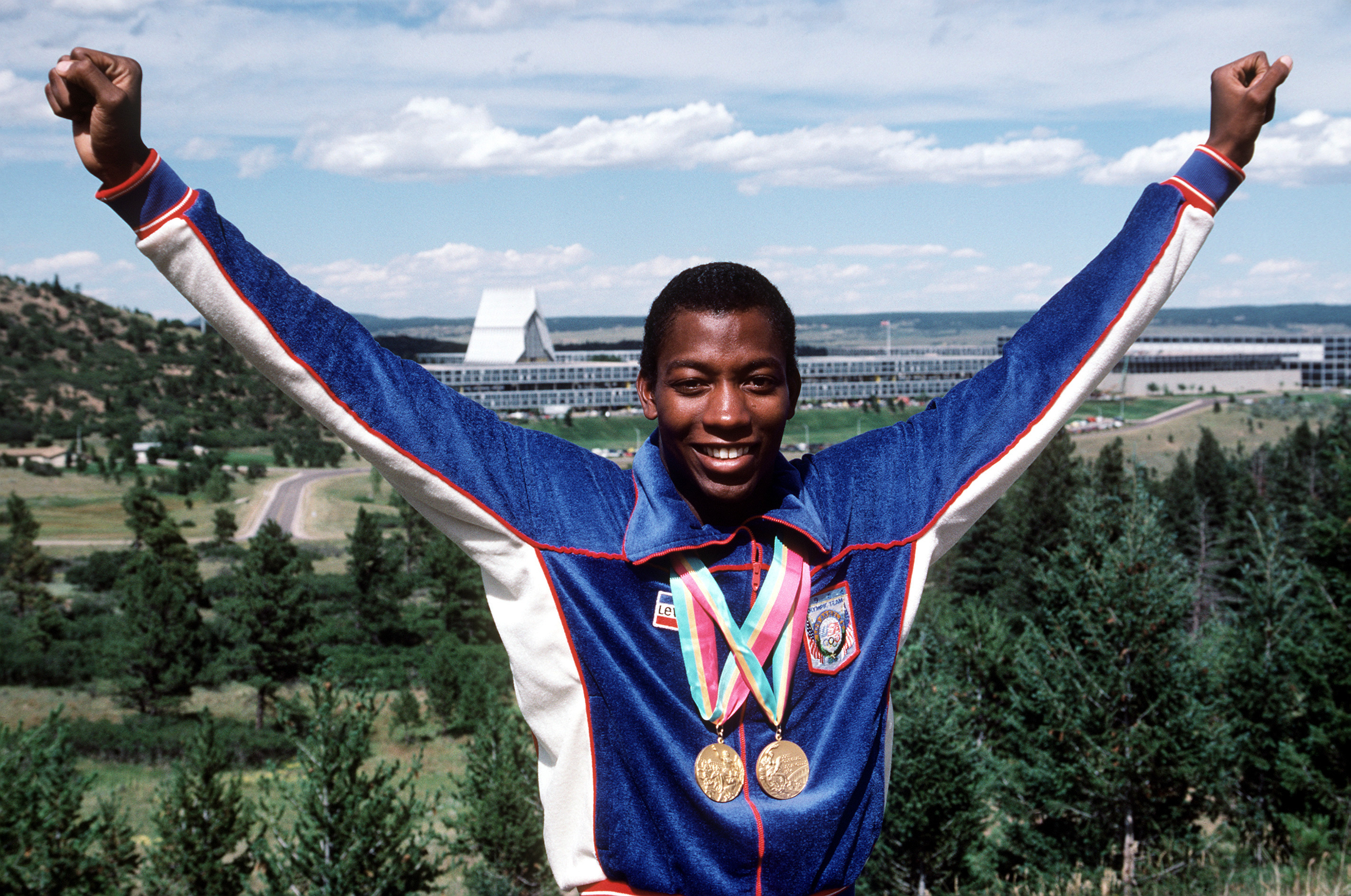
Alonzo Babers

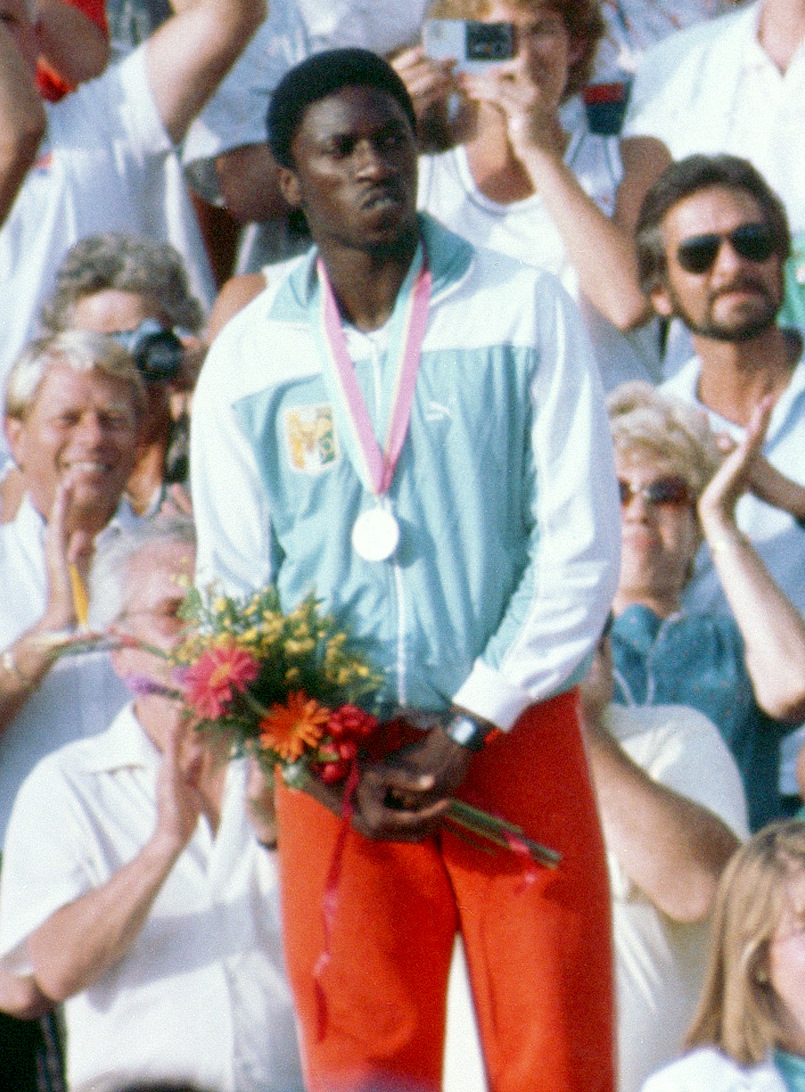
Gabriel Tiacoh

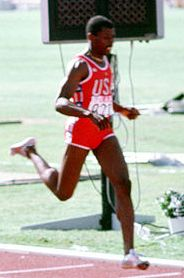
Antonio McKay

|                   | Zawodnik  | Narodowość        | Czas  | Data                      | Miejsce |
| ----------------- | --------- | ----------------- | ----- | ------------------------- | ------- |
| Rekord świata     | Lee Evans | Stany Zjednoczone | 43,86 | 18 października 1968(dts) | Meksyk  |
| Rekord olimpijski | Lee Evans | Stany Zjednoczone | 43,86 | 18 października 1968(dts) | Meksyk  |

## Wyniki
| Poz. - pozycja |
| – rekord świata \| – rekord krajowy \| – rekord życiowy \| = – wyrównany rekord życiowy \| · – najlepszy wynik w sezonie \| = – wyrównany najlepszy wynik w sezonie \| – rekord olimpijski |
| Fn – falstart \| DNF – nie ukończył \| DNS – nie wystartował \| DSQ – zdyskwalifikowany |

### Eliminacje
Rozegrano dziesięć biegów eliminacyjnych. Do ćwierćfinałów awansowało po trzech najlepszych zawodników z każdego biegu (Q) oraz dwóch z najlepszymi czasami spośród pozostałych (q).

#### Bieg 1
| Poz. | Zawodnik        | Narodowość                 | Rezultat | Uwagi |
| ---- | --------------- | -------------------------- | -------- | ----- |
| 1    | Davison Lishebo | Zambia                     | 46,20    | Q     |
| 2    | David Peltier   | Barbados                   | 46,57    | Q     |
| 3    | Allan Ingraham  | Bahamy                     | 46,72    | Q     |
| 4    | Boubacar Diallo | Senegal                    | 46,73    |       |
| 5    | Dean Greenaway  | Brytyjskie Wyspy Dziewicze | 47,33    |       |
| 6    | Evaldo da Silva | Brazylia                   | 47,55    |       |
| 7    | Ibrahim Okash   | Somalia                    | 47,91    |       |
| 8    | Issaka Hassane  | Czad                       | 49,64    |       |

#### Bieg 2
| Poz. | Zawodnik            | Narodowość               | Rezultat | Uwagi |
| ---- | ------------------- | ------------------------ | -------- | ----- |
| 1    | Gabriel Tiacoh      | Wybrzeże Kości Słoniowej | 45,96    | Q     |
| 2    | David Kitur         | Kenia                    | 46,25    | Q     |
| 3    | Marcel Arnold       | Szwajcaria               | 46,46    | Q     |
| 4    | Gary Minihan        | Australia                | 46,93    |       |
| 5    | Nordin Mohamed Jadi | Malezja                  | 47,12    |       |
| 6    | Tommy Johansson     | Szwecja                  | 47,77    |       |
| 7    | Daniel André        | Mauritius                | 49,09    |       |
| 8    | Faustin Butéra      | Rwanda                   | 51,41    |       |

#### Bieg 3
| Poz. | Zawodnik              | Narodowość       | Rezultat | Uwagi |
| ---- | --------------------- | ---------------- | -------- | ----- |
| 1    | Innocent Egbunike     | Nigeria          | 46,63    | Q     |
| 2    | Mark Senior           | Jamajka          | 46,73    | Q     |
| 3    | Gérson de Souza       | Brazylia         | 47,02    | Q     |
| 4    | Manuel Ramírez        | Kolumbia         | 47,17    |       |
| 5    | Bryan Saunders        | Kanada           | 47,40    |       |
| 6    | Mohamed Amer Al-Malky | Oman             | 47,61    |       |
| 7    | Syed Meesaq Rizvi     | Pakistan         | 49,58    |       |
| –    | Secundino Borabota    | Gwinea Równikowa | DSQ      |       |

#### Bieg 4
| Poz. | Zawodnik           | Narodowość | Rezultat | Uwagi |
| ---- | ------------------ | ---------- | -------- | ----- |
| 1    | Bert Cameron       | Jamajka    | 46,14    | Q     |
| 2    | Oddur Sigurðsson   | Islandia   | 46,30    | Q     |
| 3    | Doug Hinds         | Kanada     | 46,42    | Q     |
| 4    | Richard Louis      | Barbados   | 46,70    |       |
| 5    | Jean-Didiace Bémou | Kongo      | 47,26    |       |
| 6    | Hector Llatser     | Francja    | 47,30    |       |
| 7    | Phillip Pipersburg | Belize     | 48,04    |       |
| 8    | Alberto López      | Gwatemala  | 52,21    |       |

#### Bieg 5
| Poz. | Zawodnik          | Narodowość        | Rezultat | Uwagi |
| ---- | ----------------- | ----------------- | -------- | ----- |
| 1    | Alonzo Babers     | Stany Zjednoczone | 45,81    | Q     |
| 2    | Michael Paul      | Trynidad i Tobago | 46,18    | Q     |
| 3    | Phil Brown        | Wielka Brytania   | 46,26    | Q     |
| 4    | Moses Kyeswa      | Uganda            | 46,78    |       |
| 5    | Tim Bethune       | Kanada            | 46,98    |       |
| 6    | Joseph Ramotshabi | Botswana          | 48,11    |       |
| 7    | Dawda Jallow      | Gambia            | 48,36    |       |
| 8    | René López        | Salwador          | 48,72    |       |

#### Bieg 6
| Poz. | Zawodnik          | Narodowość                   | Rezultat | Uwagi |
| ---- | ----------------- | ---------------------------- | -------- | ----- |
| 1    | Bruce Frayne      | Australia                    | 46,08    | Q     |
| 2    | Aldo Canti        | Francja                      | 46,14    | Q     |
| 3    | Susumu Takano     | Japonia                      | 46,26    | Q     |
| 4    | Nafi Mersal       | Egipt                        | 46,46    |       |
| 5    | Alfred Browne     | Antigua i Barbuda            | 47,29    |       |
| 6    | Rashid Al-Jirbi   | Zjednoczone Emiraty Arabskie | 48,71    |       |
| 7    | Siegfried Cruden  | Surinam                      | 50,07    |       |
| –    | Hassan El Kashief | Sudan                        | DNF      |       |

#### Bieg 7
| Poz. | Zawodnik            | Narodowość        | Rezultat | Uwagi |
| ---- | ------------------- | ----------------- | -------- | ----- |
| 1    | Sunder Nix          | Stany Zjednoczone | 45,42    | Q     |
| 2    | Elvis Forde         | Barbados          | 45,47    | Q     |
| 3    | Antonio Sánchez     | Hiszpania         | 46,03    | Q     |
| 4    | Anton Skerritt      | Trynidad i Tobago | 46,30    | q     |
| 5    | James Atuti         | Kenia             | 47,04    |       |
| 6    | Adjé Adjeoda Vignon | Togo              | 47,43    |       |
| 7    | Lapule Tamean       | Papua-Nowa Gwinea | 47,60    |       |
| 8    | Pushpa Raj Ojha     | Nepal             | 52,12    |       |

#### Bieg 8
| Poz. | Zawodnik         | Narodowość        | Rezultat | Uwagi |
| ---- | ---------------- | ----------------- | -------- | ----- |
| 1    | Antonio McKay    | Stany Zjednoczone | 45,55    | Q     |
| 2    | John Anzrah      | Kenia             | 46,12    | Q     |
| 3    | Isidro del Prado | Filipiny          | 46,82    | Q     |
| 4    | Leonardo Loforte | Mozambik          | 47,07    |       |
| 5    | Joseph Rodan     | Fidżi             | 49,00    |       |
| 6    | Agripa Mwausegha | Malawi            | 49,12    |       |
| 7    | Charles Moses    | Ghana             | 50,39    |       |
| –    | Ali St. Louis    | Trynidad i Tobago | DNF      |       |

#### Bieg 9
| Poz. | Zawodnik                 | Narodowość      | Rezultat | Uwagi |
| ---- | ------------------------ | --------------- | -------- | ----- |
| 1    | Erwin Skamrahl           | RFN             | 45,94    | Q     |
| 2    | Ángel Heras              | Hiszpania       | 46,06    | Q     |
| 3    | Todd Bennett             | Wielka Brytania | 46,09    | Q     |
| 4    | Yann Quentrec            | Francja         | 46,94    |       |
| 5    | Wilson dos Santos        | Brazylia        | 47,55    |       |
| 6    | Mark Handelsman          | Izrael          | 48,17    |       |
| 7    | Christopher Madzokere    | Zimbabwe        | 48,49    |       |
| 8    | Arsène Randriamahazomana | Madagaskar      | 48,86    |       |

#### Bieg 10
| Poz. | Zawodnik        | Narodowość      | Rezultat | Uwagi |
| ---- | --------------- | --------------- | -------- | ----- |
| 1    | Kriss Akabusi   | Wielka Brytania | 45,64    | Q     |
| 2    | Darren Clark    | Australia       | 45,68    | Q     |
| 3    | Sunday Uti      | Nigeria         | 45,74    | Q     |
| 4    | Devon Morris    | Jamajka         | 45,80    | q     |
| 5    | Mike Okot       | Uganda          | 46,68    |       |
| 6    | Samuel Sarkpa   | Liberia         | 47,65    |       |
| 7    | Mama Moluh      | Kamerun         | 48,90    |       |
| –    | Vincent Confait | Seszele         | DSQ      |       |

### Ćwierćfinały
Rozegrano cztery biegi ćwierćfinałowe. Do półfinałów awansowało po czterech najlepszych zawodników z każdego biegu.

#### Bieg 1
| Poz. | Zawodnik        | Narodowość        | Rezultat | Uwagi |
| ---- | --------------- | ----------------- | -------- | ----- |
| 1    | Antonio McKay   | Stany Zjednoczone | 44,72    | Q     |
| 2    | Darren Clark    | Australia         | 44,77    | Q,    |
| 3    | Kriss Akabusi   | Wielka Brytania   | 45,43    | Q     |
| 4    | Davison Lishebo | Zambia            | 45,57    | Q     |
| 5    | John Anzrah     | Kenia             | 45,67    |       |
| 6    | Devon Morris    | Jamajka           | 46,14    |       |
| 7    | Allan Ingraham  | Bahamy            | 46,14    |       |
| 8    | David Peltier   | Barbados          | 46,48    |       |

#### Bieg 2
| Poz. | Zawodnik          | Narodowość        | Rezultat | Uwagi |
| ---- | ----------------- | ----------------- | -------- | ----- |
| 1    | Innocent Egbunike | Nigeria           | 45,26    | Q     |
| 2    | Sunder Nix        | Stany Zjednoczone | 45,31    | Q     |
| 3    | Elvis Forde       | Barbados          | 45,60    | Q     |
| 4    | Aldo Canti        | Francja           | 45,64    | Q     |
| 5    | Ángel Heras       | Hiszpania         | 45,88    |       |
| 6    | Marcel Arnold     | Szwajcaria        | 46,10    |       |
| 7    | Phil Brown        | Wielka Brytania   | 46,63    |       |
| 8    | Anton Skerritt    | Trynidad i Tobago | 46,93    |       |

#### Bieg 3
| Poz. | Zawodnik         | Narodowość        | Rezultat | Uwagi |
| ---- | ---------------- | ----------------- | -------- | ----- |
| 1    | Alonzo Babers    | Stany Zjednoczone | 44,75    | Q     |
| 2    | Sunday Uti       | Nigeria           | 45,01    | Q     |
| 3    | Bert Cameron     | Jamajka           | 45,16    | Q     |
| 4    | Bruce Frayne     | Australia         | 45,35    | Q     |
| 5    | Todd Bennett     | Wielka Brytania   | 45,51    |       |
| 6    | Antonio Sánchez  | Hiszpania         | 45,79    |       |
| 7    | Oddur Sigurðsson | Islandia          | 46,07    |       |
| 8    | Doug Hinds       | Kanada            | 46,19    |       |

#### Bieg 4
| Poz. | Zawodnik         | Narodowość               | Rezultat | Uwagi |
| ---- | ---------------- | ------------------------ | -------- | ----- |
| 1    | Gabriel Tiacoh   | Wybrzeże Kości Słoniowej | 45,15    | Q     |
| 2    | David Kitur      | Kenia                    | 45,78    | Q     |
| 3    | Michael Paul     | Trynidad i Tobago        | 45,84    | Q     |
| 4    | Susumu Takano    | Japonia                  | 45,91    | Q     |
| 5    | Erwin Skamrahl   | RFN                      | 46,39    |       |
| 6    | Mark Senior      | Jamajka                  | 46,50    |       |
| 7    | Gérson de Souza  | Brazylia                 | 46,65    |       |
| 8    | Isidro del Prado | Filipiny                 | 46,71    |       |

### Półfinały
Rozegrano dwa biegi półfinałowe. Do finału awansowało po czterech najlepszych zawodników z każdego biegu.

#### Bieg 1
| Poz. | Zawodnik          | Narodowość        | Rezultat | Uwagi |
| ---- | ----------------- | ----------------- | -------- | ----- |
| 1    | Innocent Egbunike | Nigeria           | 45,16    | Q     |
| 2    | Alonzo Babers     | Stany Zjednoczone | 45,17    | Q     |
| 3    | Darren Clark      | Australia         | 45,26    | Q     |
| 4    | Sunder Nix        | Stany Zjednoczone | 45,41    | Q     |
| 5    | Aldo Canti        | Francja           | 45,59    |       |
| 6    | Michael Paul      | Trynidad i Tobago | 45,60    |       |
| 7    | Kriss Akabusi     | Wielka Brytania   | 45,69    |       |
| 8    | Susumu Takano     | Japonia           | 45,88    |       |

#### Bieg 2
| Poz. | Zawodnik        | Narodowość               | Rezultat | Uwagi |
| ---- | --------------- | ------------------------ | -------- | ----- |
| 1    | Gabriel Tiacoh  | Wybrzeże Kości Słoniowej | 44,64    | Q     |
| 2    | Sunday Uti      | Nigeria                  | 44,83    | Q     |
| 3    | Antonio McKay   | Stany Zjednoczone        | 44,92    | Q     |
| 4    | Bert Cameron    | Jamajka                  | 45,10    | Q     |
| 5    | Bruce Frayne    | Australia                | 45,21    |       |
| 6    | Elvis Forde     | Barbados                 | 45,32    |       |
| 7    | David Kitur     | Kenia                    | 45,62    |       |
| 8    | Davison Lishebo | Zambia                   | 45,97    |       |

### Finał
| Poz. | Zawodnik          | Narodowość               | Rezultat | Uwagi |
| ---- | ----------------- | ------------------------ | -------- | ----- |
| 1    | Alonzo Babers     | Stany Zjednoczone        | 44,27    |       |
| 2    | Gabriel Tiacoh    | Wybrzeże Kości Słoniowej | 44,54    |       |
| 3    | Antonio McKay     | Stany Zjednoczone        | 44,71    |       |
| 4    | Darren Clark      | Australia                | 44,75    | [ 2 ] |
| 5    | Sunder Nix        | Stany Zjednoczone        | 44,75    |       |
| 6    | Sunday Uti        | Nigeria                  | 44,93    |       |
| 7    | Innocent Egbunike | Nigeria                  | 45,35    |       |
| –    | Bert Cameron      | Jamajka                  | DNS      |       |